# Irene Montero
Irene María Montero Gil (Madrid, 13 de febrero de 1988) es una política y psicóloga española, actual secretaria política de Podemos. Entre 2020 y 2023, ejerció como ministra de Igualdad del Gobierno de España.
Licenciada en psicología, es militante de Podemos y miembro de su Consejo Ciudadano Estatal desde noviembre de 2014. Adquirió mayor notoriedad a partir de la Asamblea de «Vistalegre II», en la que el partido se acercó a las tesis defendidas por el sector de Pablo Iglesias frente a las del llamado «errejonismo». Como resultado de ello, en 2017 Montero sustituyó a Íñigo Errejón como portavoz del grupo parlamentario en el Congreso de los Diputados.
En enero de 2020 fue nombrada ministra de Igualdad del Segundo gobierno de Pedro Sánchez, el primer gobierno de coalición en España desde la Segunda República. Durante su mandato se aprobaron dos de las medidas más mediáticas de la legislatura, la «Ley solo sí es sí», que eliminó la distinción entre abuso y agresión sexual,y la «Ley Trans», que entre otros puntos reconoció el derecho a la libre determinación de la identidad de género de las personas trans.Asimismo, reformó la Ley del aborto y creó el Plan Corresponsables, entre otras medidas.
En noviembre de 2023 se anunció que no repetiría su papel en el gabinete, siendo sustituida por Ana Redondo, y el mes siguiente asumió el cargo de secretaria política de Podemos. Tras haber sido diputada por Madrid en las XI, XII, XIII y XIV legislaturas, en las elecciones al Parlamento Europeo de 2024 fue cabeza de lista de Podemos y resultó elegida eurodiputada para la X Legislatura, en la que ocupó el cargo de vicepresidenta de The Left.

## Biografía

### Primeros años y formación
Nacida el 13 de febrero de 1988 en Madrid, hija de la educadora Adoración Gil y del empleado de mudanzas Clemente Montero, oriundos ambos del pequeño municipio abulense de Tormellas. Hasta los dieciséis años, estudió en el colegio Siglo XXI del distrito madrileño de Moratalaz. Según declaró en una entrevista, el colegio tuvo una influencia muy importante sobre su vida y su forma de adoptar decisiones, de manera consensuada y colectiva.
El bachillerato lo cursó en el centro concertado laico Montserrat FUHEM, en el barrio de La Estrella. A los quince años ya se había afiliado a las Juventudes Comunistas (UJCE) y poco después comenzó a participar en diversos movimientos ciudadanos como el 15-M o las juventudes de CCOO, donde apareció en un anuncio promocional.
En 2006 ingresó en la Universidad Autónoma de Madrid (UAM) y en 2011 se licenció en Psicología. Por motivos académicos, entre 2009 y 2011 vivió cinco meses en Chile, donde llegó a participar en marchas estudiantiles como la Cumbre Alternativa La Hora de los Pueblos. Entre 2010 y 2011 trabajó como cajera en la cadena de electrónica y electrodomésticos Saturn de San Sebastián de Los Reyes.Montero se pagó la universidad gracias a las matrículas de honor.Durante su etapa en la Autónoma, conoció a su futura compañera de partido, Ione Belarra.
Entre 2011 y 2013 cursó y obtuvo el máster en psicología de la educación. En 2011, impulsa la creación de la Plataforma de Afectados por la Hipoteca (PAH) en Madrid.Posteriormente, gracias a su rendimiento académico, obtuvo una ayuda para contratos predoctorales de Formación de Profesorado Universitario (FPU) en la UAM entre 2013 y 2015, consiguiendo a raíz de esta una estancia formativa en la Universidad de Harvard, que rechazó por su compromiso político. Igualmente por dicho motivo, decidió no terminar su tesis doctoral,objetivo de la FPU obtenida. El tema de la tesis era el estudio de caso sobre una experiencia innovadora de inclusión educativa entre niños con y sin discapacidad auditiva. 

### Entrada en Podemos

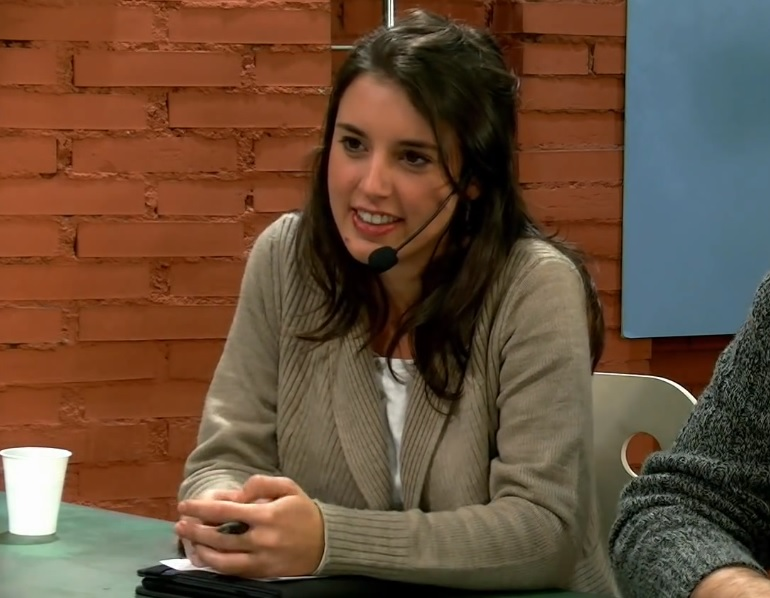
Durante una entrevista en Tele K en noviembre de 2014, tras ser elegida miembro del Consejo Ciudadano de Podemos.

Irene Montero se unió a Podemos después de que el partido cosechara un inesperado resultado positivo en las elecciones al Parlamento Europeo de 2014. Se incorporó desde la Plataforma de Afectados por la Hipoteca junto a Rafa Mayoral.Su entrada coincide el mismo día que la de Sergio Pascual, otro dirigente que sería de importancia como secretario de Organización. Junto con Sergio Pascual y Miguel Bermejo, Irene recibe el encargo de organizar el partido por los diferentes territorios del país.El propio Pascual lo contaría después:
«Resultó que, en el improvisado diseño, Irene, Miguel Bermejo y yo debíamos encargarnos de recorrer el territorio tratando de entretejer la heterogénea mezcolanza de ciudadanos, militantes, cuadros políticos, activistas, vecinos, expertos, voluntarios, etcétera que acudieron a llenar los círculos al calor de la victoria moral del 25-M.»Estuvo el verano con este grupo de Podemos, recorriendo España y conociendo los «círculos».

En noviembre de 2014, tras ser candidata al Consejo Ciudadano de Podemos, fue nombrada responsable de Movimientos Sociales y comenzó a dirigir el gabinete del líder de Podemos, Pablo Iglesias, con quién comenzaría luego una discreta relación de pareja. Posteriormente, Irene Montero declaró lo siguiente a los medios de comunicación:
Estábamos todo el día juntos, pero no solo Pablo y yo, sino todos. Era un momento en el que todo el rato había que hacer cosas, estaba todo por hacer. Trabajábamos muchas horas juntos y nos fuimos conociendo. Mucho tiempo fuimos amigos y compañeros antes de liarnos.

### Diputada
Montero concurrió como candidata a las elecciones al Congreso de los Diputados de diciembre de 2015 por Madrid, incluida en el número cuatro de la lista de Podemos en la circunscripción. Electa diputada, a lo largo de la efímera xi legislatura Montero fue vocal de la Comisión de Fomento, y portavoz de su grupo parlamentario en la Comisión de Educación y Deporte.

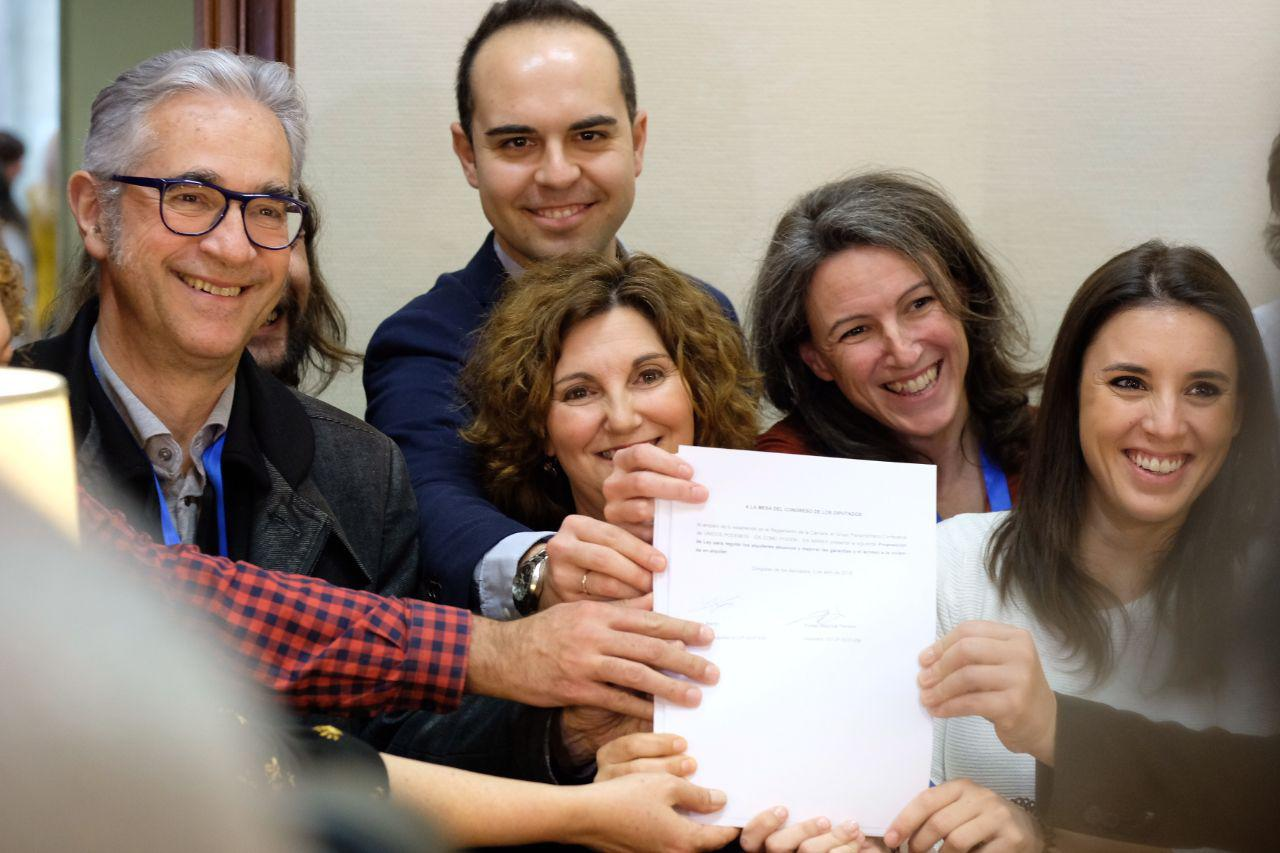
Montero en compañía de —entre otros— Pilar Garrido y José Manuel Calvo, durante la presentación en el Registro del Congreso de una Proposición de Ley para la regulación de los alquileres abusivos y la mejora de las garantías y el acceso a la vivienda en alquiler en abril de 2018.

Tras la convocatoria de nuevas elecciones generales para junio de 2016 al no formarse ningún gobierno, Montero fue incluida en el número cuatro de la lista por Madrid de Unidos Podemos, una coalición de Podemos con Izquierda Unida y otras formaciones de izquierda. Renovó su escaño de diputada en los comicios, y a lo largo de la xii legislatura fue vocal en la Comisión Constitucional, la Comisión de Interior, la Comisión de Educación y Deporte, Comisión de control de los créditos destinados a gastos reservados y la Comisión Consultiva de Nombramientos.
Con la celebración entre diciembre de 2016 y febrero de 2017 de la II Asamblea Ciudadana Estatal de Podemos («Vistalegre II»), fue reelegida miembro del Consejo Ciudadano Estatal. También pasó a sustituir como portavoz en el Congreso del Grupo Confederal Unidos Podemos-En Comú Podem-En Marea a Íñigo Errejón. El 14 de noviembre, apareció en la lista internacional «30 Under 30 - Europe - Law & Policy 2017» de la revista estadounidense Forbes, como uno de los políticos menores de treinta años más influyentes del año.
En la primavera de 2018 se dio a conocer la adquisición por parte de Montero y su pareja de un chalé exento con jardín y piscina en una urbanización de Galapagar para vivir en el campo alejados de Madrid. La compra se realizó mediante una hipoteca de quinientos cuarenta mil euros ofrecida por la cooperativa de crédito Caja de Ingenieros, a pagar entre ambos en un plazo de treinta años. Esta decisión fue polémica (Iglesias denunció las amenazas y «concentraciones fascistas» frente a su vivienda) y generó un debate interno en el partido. Los dos integrantes de la pareja decidieron someter su continuidad como dirigentes de Podemos convocando una consulta entre las bases. La votación en mayo de 2018 les confirmó en el cargo con una participación de casi ciento noventa mil inscritos, de los cuales un 68.42 % se mostró en favor de la continuidad de Iglesias y Montero.
En julio de 2018 se convirtió en madre de dos mellizos prematuros, Leo y Manuel, fruto de su relación con Pablo Iglesias, y a mediados de 2019 tuvo a su tercera hija, Aitana.
En octubre de 2019, con las elecciones generales cerca, Irene Montero publicó un mensaje en Twitter donde se solidarizó y pidió que se negociara con una familia a la que iban a desahuciar por una subida repentina del 30 % del alquiler en el centro de Barcelona. Más de cien personas lograron detener el desahucio aunque finalmente se produjo al tercer intento. Algunos medios criticaron a Montero por publicar el nombre de la propietaria del piso del alquiler.
Incluida como número dos de la candidatura de Unidas Podemos de cara a las elecciones generales de abril de 2019, renovó su escaño para la xiii legislatura. Repitió puesto en la candidatura de la coalición para las generales de noviembre de 2019, en las que también resultó elegida diputada. 
En noviembre de 2019, una chófer la denunció por una supuesta vulneración de derechos y realizar tareas fuera de sus obligaciones, poco después se canceló el juicio tras llegar a un acuerdo económico con la demandante.

### Ministra de Igualdad

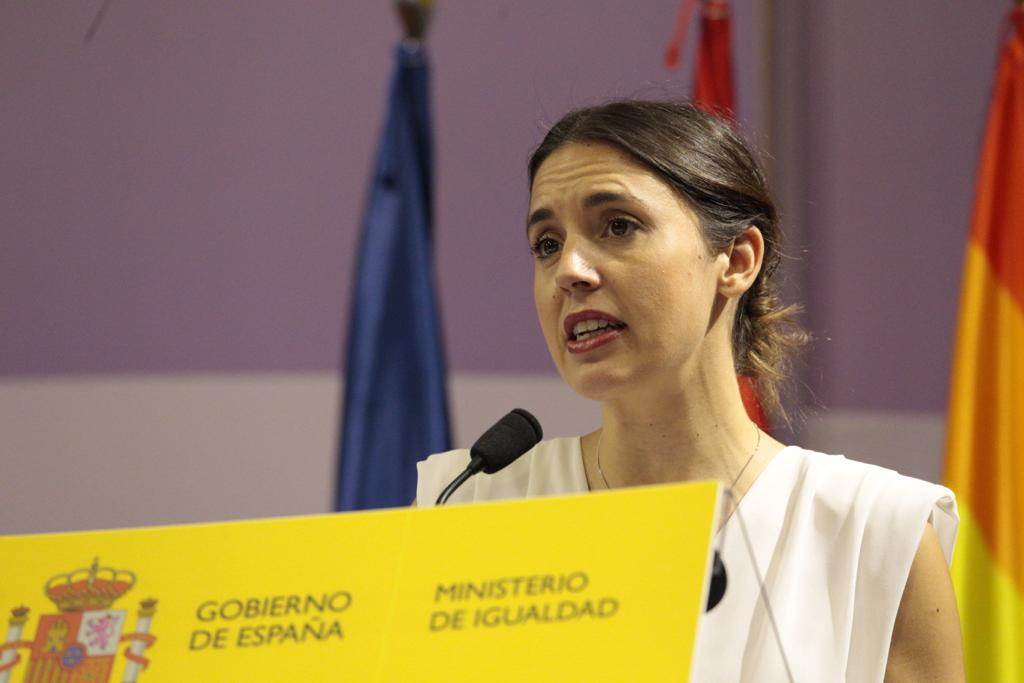
Montero como ministra de igualdad presentando el segundo estudio de UGT sobre las personas LGTBI en el empleo en España (2023).

En enero de 2020 fue nombrada ministra de Igualdaden el segundo Gobierno de Pedro Sánchez, el cual se formó tras haberse alcanzado un acuerdo entre el PSOE y Unidas Podemos. Tomó posesión del cargo junto al resto de integrantes el 13 de enero de 2020. Escogió como parte de su equipo a Noelia Vera como secretaria de Estado de Igualdad y número dos del ministerio, siendo sustituida por Ángela Rodríguez desde el 12 de octubre de 2021 tras el abandono de la vida política de Veray a Amanda Meyer como jefa de gabinete, siendo sustituida por Lidia Rubio tras cese de Meyer el 7 de junio de 2022.
El 12 de marzo de 2020, durante la extensión de la pandemia de COVID-19 en España, el Gobierno anunció que la ministra Irene Montero había dado positivo en la prueba por contagio del Covid-19, además de indicar que su pareja y vicepresidente segundo del Gobierno, Pablo Iglesias, se encontraba en cuarentena por el mismo motivo. Tras la confirmación, todos los miembros del Gobierno, así como los reyes de España, se sometieron a las pruebas diagnósticas de la enfermedad. El 13 de junio de 2020 se incorporaría al Grupo de Puebla.
Desde su entrada en el ministerio, Montero ha llevado al Consejo de Ministros dos proyectos de ley:
- Ley Orgánica de Garantía Integral de la Libertad Sexual también conocida como «Ley solo sí es sí», que elimina la distinción entre abuso y agresión sexual.[5][6] Dicha ley sería aprobada el 25 de agosto de 2022 por el Congreso de los Diputados con 205 votos a favor, 141 en contra y tres abstenciones.[71] Esta ley recogía además la reducción de condenas a personas encarceladas por delitos de agresión y violación, lo que provocó la salida prematura de la cárcel de numerosos agresores sexuales.[72][73][74] A nivel mediático la reducción de condenas fue un hecho muy criticado, cobrándole factura directamente a Irene Montero, que tuvo que ver como su socio de gobierno, el PSOE, reformó la ley en marzo de 2023 para volver a endurecer las penas.[75][76][77]
- Ley para la igualdad Real y efectiva de las personas trans y para la garantía de los derechos LGTBI, también la conocida como «Ley Trans», que incluye el derecho a la libre determinación de la identidad de género de las personas trans.[7] Dicha ley fue aprobada el 22 de diciembre de 2022 por el Congreso de los Diputados con ciento ochenta y ocho votos a favor, ciento cincuenta en contra y siete abstenciones.[78] También puso en marcha el teléfono de emergencia para personas LGBT 028.[79]

Además, abordó la reforma de la conocida como «Ley del aborto» con ciento noventa votos a favor, 154 en contra y cinco abstenciones dando lugar a la Ley Orgánica 1/2023, de 28 de febrero, por la que se modifica la Ley Orgánica 2/2010, de 3 de marzo, de salud sexual y reproductiva y de la interrupción voluntaria del embarazo. En la reforma se eliminó la obligación de que las jóvenes de dieciséis y diecisiete años y las mujeres discapacitadas requieran del permiso paterno para abortar, se aseguró la garantía de una educación sexual para todas las etapas de la enseñanza obligatoria, la incorporación de la salud menstrual como derecho, la supresión de los tres días «de reflexión» o la creación de registros de objetores de conciencia con el objetivo de que las intervenciones sean asumidas mayoritariamente en centros de la sanidad pública.
Como ministra de Igualdad aprobó además diferentes políticas, como el Plan Corresponsables dotado con una primera partida de ciento noventa millones de euros para la conciliación de la vida familiar y laboral, o la ampliación de la atención del teléfono 016 a todas las formas de violencia contra la mujer.
Sin embargo, fue en el marco de estas iniciativas cuando la ministra incurrió en un delito de vulneración del derecho fundamental al honor. El denunciante era un ciudadano al que la ministra, sin citarlo por su nombre, había tildado públicamente de maltratador cuando aún estaba defendiéndose judicialmente de una acusación —falsa, según él— de violencia de género por parte de su expareja. Oídas las partes, el Tribunal Supremo impuso a Montero borrar el mensaje de Twitter que incluía sus declaraciones, pagar una indemnización de dieciocho mil euros al demandante y publicar el fallo.
De cara a las elecciones generales del 23 de julio de 2023, en la formación de la coalición electoral Sumar, sucesora del espacio Unidas Podemos, Irene Montero no fue incluida en las listas electorales. De este modo, abandona su escaño en el Congreso de los Diputados tras haber sido diputada en las XI, XII, XIII y XIV legislaturas (2016-2023).
El 20 de noviembre de 2023 se confirmó su ausencia en el nuevo Gobierno para la XV legislatura, asumiendo la cartera de igualdad la socialista Ana Redondo García a partir del 21 de noviembre.

### Eurodiputada

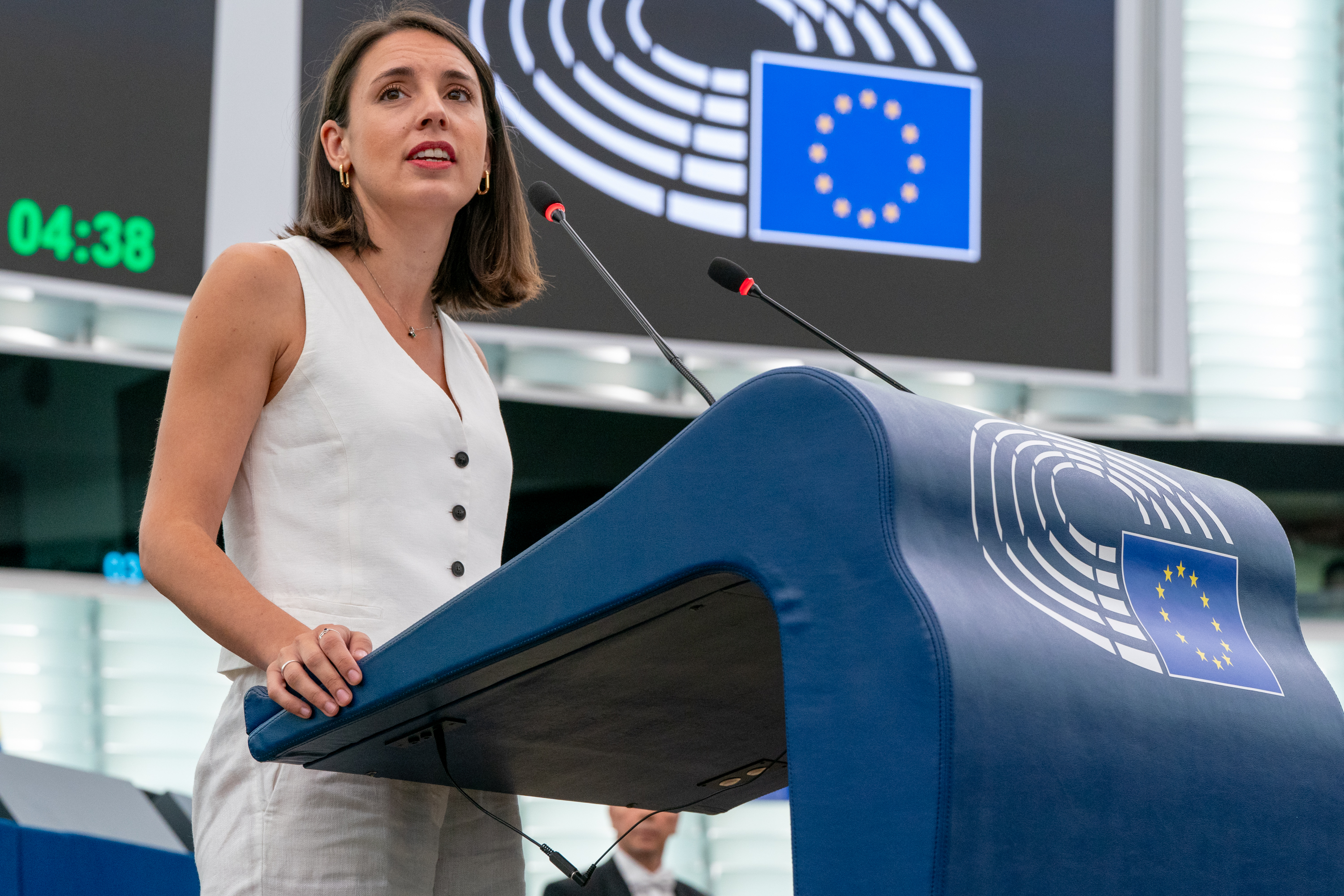
Montero dando un discurso en el Parlamento Europeo (2024).

Tras su salida del Gobierno, se presentó a las primarias de Podemos para ser la candidata a las elecciones europeas, obteniendo la victoria y siendo nombrada cabeza de lista de Podemos para las elecciones de junio de 2024. En dichas elecciones Montero resultó elegida eurodiputada al obtener Podemos el 3.3 % de los votos y dos eurodiputados de 61 elegidos.
Una vez como eurodiputada, fue la candidata de su grupo parlamentario La Izquierda a la presidencia de la Cámara, sin embargo, perdió frente a la candidata de los partidos mayoritarios, Roberta Metsola. Posteriormente, fue elegida vicepresidenta segunda de la Comisión de Derechos de la Mujer e Igualdad de Género del Parlamento Europeo.

## Obras
- Montero Gil, Irene (2024). Algo habremos hecho. Memoria para volver a ir demasiado lejos. Barcelona: Navona. ISBN 978-84-10180-25-3.